# J Soul Brothers
J Soul Brothers (Hermanos del Alma Japoneses) es un grupo de baile y música japonés. 
Con un intérprete vocal y cuatro bailarines en forma de ayudantes se formó en 1999 por Hiro. Después de algunos cambios en el grupo se formó Exile en el 2001.
En 2007, en una reunión Hiro decide ser productor de la segunda generación del grupo conformado por cinco bailarines y dos vocalistas. Desde el 1 de marzo de 2009 el grupo paso a formar parte del grupo Exile y terminaron sus actividades con su nombre.
Sandaime J Soul Brothers (japonés:? 三代目, Sandaime; "Terceros"), oficialmente conocidos como Sandaime J Soul Brothers from EXILE TRIBE, son la tercera y actual generación de los J Soul Brothers. Sandaime J Soul Brothers son dirigidos por la agencia de J-Pop, LDH de Hiro, y son una parte del supergrupo, EXILE TRIBE. Formados por LDH exclusivamente a través de la audición "Exile Vocal Battle Audition" en 2010, Sandaime J Soul Brothers lanzaron su primer sencillo "Best Friend's Girl" en noviembre de 2010, que alcanzó el número tres en la lista de sencillos de Oricon.Su álbum debut homónimo J Soul Brothers, publicado en 2011, también alcanzó su punto máximo en el número tres. En 2013, lograron su primer número uno con su tercer álbum "MIRACLE".
Sandaime J Soul Brothers se vieron impulsados al éxito comercial y crítico tras el lanzamiento de su sigle "R.Y.U.S.E.I.",(Coreografía realizada por el miembro ELLY), que ganó el Japan Record Award, el más alto honor en la 56.ª ceremonia de los Japan Record Awards.
El grupo lanzó después PLANET SEVEN que fue el segundo álbum japonés más vendido de 2015 y el tercero álbum asiático más vendido de 2015 en el mundo, con más de 871.000 copias físicas vendidas en todo el mundo por sí solo además de más de un millón de copias digitales vendidas. A finales de 2015, se informó que Sandaime vendieron un total bruto estimado de ¥6.8 billones con ventas de sencillos, álbumes, DVD y ventas de Blu-ray juntos. Además, Recochoku reveló el grupo como el artista con más ventas del año con R.Y.U.S.E.I siendo la canción más vendida tanto para Recochoku y Billboard Japan en el fin de año. [3] [6]

## Historia

### 1991: Primera Generación
En 1991, el grupo de baile ZOO del miembro Hiro, fue nombrado JAPANESE SOUL BROTHERS (Hermanos del Alma Japoneses).
En 1999, JSB es renombrado por Hiro como J Soul Brothers como bailarines Matsu, EUA, Makidai y en la voz Sasa debutando los 5 en Avex, para lanzar 3 sencillos.
Por su carrera de solista Sasa decide retirarse en 2001. Como nuevos vocalistas entran Atsushi y Shun, posteriormente el grupo pasó a llamarse Exile para continuar su carrera.

### 2007: Segunda Generación
El 25 de enero de 2007 cinco nuevos miembros aparecen en J Soul Brothers (Segunda Generación) con Hiro de Exile se da a conocer como su productor luego empiezan a presentarse el 4 y 5 de agosto en el EXILE LIVE TOUR 2007 "EXILE EVOLUTION" FINAL 〜SUMMER TIME LOVE〜 confirmando su regreso. Como vocalistas a los ganadores del EXILE Vocal Battle Audition 2006 〜ASIAN DREAM〜 Nesmith y Shokichi, como bailarines a Kenchi, Keiji y Testsuya. El 10 de noviembre en el COLOR LIVE TOUR 2007 "BLUE" se unen como bailarines Naoto y Naoki otras dos personas.
En 2008, lanzaron 4 sencillos bajo su discográfica independiente COLOR y tuvieron una mayor participación en el álbum en vivo de Exile, EXILE LIVE TOUR "EXILE PERFECT LIVE 2008" y en participaba en presentaciones de Exile.
El 25 de febrero de 2009 lanzaron su álbum debut J Soul Brothers. que alcanzó el primer lugar el día de su lanzamiento.
El 1 de marzo de 2009 anuncian que se unirán a Exile. Las actividades en adelante de J Soul Brothers se llevaran a cabo con el nombre de Exile.

### 2010: Formación de la tercera generación y debut
En julio de 2010, el grupo Exile anunció en su programa de variedades Shuukan EXILE que los J Soul Brothers regresarían con nuevos miembros.
La nueva generación, denominada Sandaime J Soul Brothers, sería dirigida por los miembros Exile Naoto y Naoki Kobayashi, que también eran miembros
de la anterior alineación de J Soul Brothers. Elly, un miembro del grupo de teatro Gekidan EXILE, fue anunciado como el primer nuevo miembro.
Para seleccionar un vocalista principal del grupo, Exilio seleccionó los concursantes en el concurso de canto,  Vocal Battle Audition 2.
Creado por Hiro en 2006, el Vocal Battle Audition se lleva a cabo cada pocos años para encontrar nuevos talentos para su agencia, LDH.
Ryuji Imaichi de Kawasaki participó en la primera Vocal Battle Audition en 2006, pero no pudo pasar de la segunda etapa. Imaichi probó suerte de nuevo
cuatro años más tarde con la segunda serie de Vocal Battle Audition, contra 30.000 participantes. Terminó en primer lugar con Hiroomi Tosaka de Tokio.
En septiembre de 2010, Exilio confirmó los nuevos miembros finales de Sandaime J Soul Brothers en su concierto en Aichi: miembro de Gekidan EXILIO
Kenjiro Yamashita, nuevo miembro Takanori Iwata, y los ganadores de  Vocal Battle Audition 2, Imaichi y Tosaka. Seguidamente Exile reveló que el
nuevo grupo se encontraba en medio de la preparación de dos sencillos de debut.
Sandaime J Soul Brothers lanzaron su primer sencillo, "Best Friend's Girl", el 10 de noviembre, debutando en el número tres en la lista de sencillos de Oricon.
Fue utilizado como tema musical del dorama Meiji Meltykiss. El sencillo fue ligeramente exitoso, vendiendo cerca de 83.000 copias físicas en el año 2011.
Sin embargo, el sencillo fue más bien recibido digitalmente, y fue a recibir la certificación digital de platino por la RIAJ en 2013.
Su segundo sencillo "On Your Mark ~ Hikari no Kiseki ~", publicado el 1 de diciembre, también debutó en el número tres y fue utilizado como tema de apertura
para el dorama japonés Kenji Kijima Heihachiro y vendió cerca de 59.000 copias físicas.

### 2011-13: J Soul Brothers, Tribal Soul y MIRACLE
En mayo de 2011, Sandaime J Soul Brothers lanzaron su tercer sencillo "Love Song". Debutando en el número siete y vendeiendo solamente cerca de 44.000 copias, fue el sencillo de menor venta individual del grupo. A pesar de la lenta disminución de las ventas, el grupo lanzó su primer álbum de estudio, auto-titulado J Soul Brothers, con éxito comercial ligero en junio de 2011. El álbum debutó en el número tres en la lista de álbumes de Oricon, vendiendo 93,548 copias en la primera semana de lanzamiento. Se mantuvo en la lista durante 30 semanas, vendiendo 137,366 copias físicas para el final del año.
Al mes siguiente, la LDH anunció que Sandaime J Soul Brothers realizaría el tema musical para el drama japonés Rokudenashi Blues, una adaptación en vivo de la serie de manga del mismo nombre. En julio, una serie de videos para el drama, titulada "Fighters", fue revelada en línea. El sencillo fue lanzado el 7 de septiembre, y se convirtió en el primer sencillo del grupo en debutar en el número uno en la lista de sencillos de Oricon, vendiendo 83.000 copias en la primera semana. Su quinto sencillo "Refrain", lanzado en noviembre de 2011, debutó en el número dos.
El segundo álbum de estudio de Sandaime J Soul Brothers, "Tribal Soul", fue lanzado en diciembre de 2011. Debutó en el número dos y vendió durante 45 semanas, vendiendo 156,894 copias físicas.
El grupo lanzó tres sencillos en el 2012, todos debutando en el número tres en la lista de sencillos de Oricon. Su séptimo sencillo "0 ~ Zero", lanzado en agosto de 2012, se convirtió en su primer sencillo en vender más de 100.000 copias. Su tercer álbum de estudio, Miracle, debutó en el número uno en la lista álbumes de Oricon y recibió una certificación de platino por la RIAJ, vendiendo 264,345 copias en 2013.

### 2014-15: R.Y.U.S.E.I y PLANET SEVEN
En febrero de 2014 LDH anunció que Sandaime J Soul Brothers lanzaría una serie de cuatro "temporada" sencillos desde el comienzo del año hasta el final del mismo con cada sencillo representando las estaciones de primavera, verano, otoño e invierno. El primer sencillo "S.A.K.U.R.A" fue lanzado en marzo de 2014 y debutó en el número dos en la lista de sencillos de Oricon.Durante los siguientes meses se reveló que el grupo fue a Los Ángeles para el rodaje del MV de un nuevo sencillo. Productor STY fue acreditado con la producción de la canción y el miembro ELLY hizo la coreografía. El nuevo sencillo "R.Y.U.S.E.I" se reveló que iba a ser lanzado el 25 de junio. La canción encabezó las listas de Oricon Singles en el número uno con ventas de 162,174 copias en su primera semana. "R.Y.U.S.E.I" ganó atención de los medios por su diferente enfoque, efectos visuales y refrescante estilo de EDM que le valió el reconocimiento de Sandaime J Soul Brothers para los siguientes meses hasta su candidatura para el Japan Record Award, el más alto honor el cual ganaron y contribuyó para el éxito del grupo para su año siguiente también.
Después de su regreso a Japón, Sandaime J Soul Brothers lanzaron su siguiente sencillo C.O.S.M.O.S. ~ ~ Akizakura (秋桜) el 15 de octubre. El sencillo vendió un total de 147.059 en su primer mes y fue disco de oro en ventas digitales. Finalmente O.R.I.O.N el último sencillo para la temporada de invierno fue lanzado. O.R.I.O.N vendi alto tanto en Recochoku e iTunes en su primera semana de lanzamiento, y alcanzó el número 2 en la lista de Oricon Singles, vendiendo 190,261 copias físicas.
A finales de diciembre los detalles del nuevo álbum salieron. El álbum se titularia PLANET SEVEN y sería lanzado el 28 de enero el año 2015 hora japonesa. 
PLANET SEVEN fue lanzado en cinco ediciones y vendió 508,337 copias en su primera semana volviendo a tomar el número uno en las listas de Oricon Albums. PLANET SEVEN quedó en número por dos semanas y acumuló un total de 855,215 copias físicas vendidas y 1 millón de ventas digitales. Un video promocional fue lanzado a principios de enero para la canción "Eeny, Meeny, miny, moe!". A pesar de que no era una sencillo se acumularon 8 millones de visitas en YouTube en su primer mes y actualmente cuenta con más de 30 millones de visitas.
En marzo de 2015 se reveló que el grupo lanzaría dos nuevos sencillos en el mes de abril. El primer sencillo "starting over" vendió 439,067 copias en su primera semana. El siguiente sencillo, "Storm Riders" fue una colaboración con el guitarrista de Guns N' Roses, Slash. El sencillo vendió 107,685 copias en su primera semana también. Además, el grupo lanzó un video para la canción "J.S.B Dream" para promocionar el lanzamiento de su página web y la marca de ropa de la ropa official del grupo.
En julio Sandaime lanzó su nuevo sencillo "Summer Madness", que fue una colaboración con DJ y productor Afrojack. Previo productor STY también participó en la producción de la canción. "Summer Madness" vendió 194,883 copias en su primera semana y se mantuvo en las listas de Oricon durante las próximas cuatro semanas. La canción también fue incluida en el concierto de Afrojack en el Ultra Music Festival de Japón. En total, el sencillo vendió un total de 233,768 copias físicas y fue certificado doble platino en ventas digitales por RIAJ.
Casi dos semanas después del lanzamiento de 'Summer Madness' Sandaime anunció su próximo sencillo titulado "Unfair World". La canción sería una balada, lo que significa que sería de alrededor de un año desde su última balada C.O.S.M.O.S. ~ ~ Akizakura (秋桜). El 2 de septiembre "Unfair World" fue lanzado vendiendo 179,822 copias en su primera semana y una venta total de 204,588 copias. La canción fue posteriormente nominada en los Japan Record Awards por el premio mayor que el grupo ganó con un premio adicional de "Excellent Work". Este fue el segundo año consecutivo que Sandaime J Soul Brothers ganaron el premio superior sobre otros artistas veteranos como AKB48, Kyary Pamyu Pamyu y AAA.

## Discografía

### Álbumes
| Título                            | Detalles del álbum                                                                                                 | Peak positions | Peak positions | Ventas         | Certificaciones         |
| Título                            | Detalles del álbum                                                                                                 | JPN            | TWN East Asian | Ventas         | Certificaciones         |
| --------------------------------- | --- | -------------- | -------------- | -------------- | ----------------------- |
| J Soul Brothers                   | - Released: 1 de junio de 2011 (JPN) - Label: Rhythm Zone - Formats: CD, CD/DVD, digital download                  | 3              | —              | - JPN: 137,366 | - RIAJ: Gold            |
| Tribal Soul                       | - Released: 7 de diciembre de 2011 (JPN) - Label: Rhythm Zone - Formats: CD, CD/DVD, CD/3DVD, digital download     | 2              | —              | - JPN: 156,894 | - RIAJ: Gold            |
| Miracle                           | - Released: 1 de enero de 2013 (JPN) - Label: Rhythm Zone - Formats: CD, CD/DVD, CD/2DVD, digital download         | 1              | 9              | - JPN: 264,345 | - RIAJ: Platinum        |
| The Best/Blue Impact\|Blue Impact | - Released: 1 de enero de 2014 (JPN) - Label: Rhythm Zone - Formats: 2CD, 2CD/2DVD, 2CD/2Blu-ray, digital download | 1              | —              | - JPN: 391,217 | - RIAJ: Platinum        |
| Planet Seven                      | - Released: 28 de enero de 2015 (JPN) - Label: Rhythm Zone - Formats: CD, CD/DVD, CD/Blu-ray, digital download     | 1              | —              | - JPN: 868,247 | - RIAJ: Million         |
| THE JSB LEGACY                    | - Release: 30 de marzo de 2016 (JPN) - Label: Rhythm Zone - Formats: CD, CD/DVD, CD/Blu-ray, digital download      | 1              | —              | - JPN: 619,000 | - RIAJ: Triple Platinum |

### Álbumes de compilación
| Título               | Detalles del álbum                                                                                                 | Peak positions | Certificaciones  |
| Título               | Detalles del álbum                                                                                                 | JPN            | Certificaciones  |
| -------------------- | --- | -------------- | ---------------- |
| The Best/Blue Impact | - Released: 1 de enero de 2014 (JPN) - Label: Rhythm Zone - Formats: 2CD, 2CD/2DVD, 2CD/2Blu-ray, digital download | 1              | - RIAJ: Platinum |

### Sencillos

#### Sencillos principales
| "Best Friend's Girl"                                                         | 2010 | 3 | 3  | - RIAJ (digital): Platinum - RIAJ (physical): Gold      | J Soul Brothers |
| "On Your Mark (Hikari no Kiseki)" (ヒカリのキセキ? "Miracle of Light")       | 2010 | 3 | 5  | - RIAJ (cellphone): Gold                                | J Soul Brothers |
| "Love Song"                                                                  | 2011 | 7 | 8  | - RIAJ (digital): Platinum                              | J Soul Brothers |
| "Fighters"                                                                   | 2011 | 1 | 7  | - RIAJ (digital): Gold - RIAJ (physical): Gold          | Tribal Soul     |
| "Refrain" (リフレイン Rifurein?)                                             | 2011 | 2 | 7  | - RIAJ (digital): Gold                                  | Tribal Soul     |
| "Go My Way"                                                                  | 2012 | 3 | 3  | - RIAJ (digital): Gold - RIAJ (physical): Gold          | Miracle         |
| 0: Zero                                                                      | 2012 | 3 | —  | - RIAJ (physical): Gold                                 | Miracle         |
| "Powder Snow (Eien ni Owaranai Fuyu)" (永遠に終わらない冬? "Endless Winter") | 2012 | 3 | 3  | - RIAJ (digital): Gold - RIAJ (physical): Gold          | Miracle         |
| "Spark"                                                                      | 2013 | 2 | 3  | - RIAJ (physical): Gold                                 | Blue Impact     |
| "Fuyu Monogatari" (冬物語? "Winter Story")                                   | 2013 | 2 | 10 | - RIAJ (download): Platinum - RIAJ (physical): Gold     | Blue Impact     |
| "So Right"                                                                   | 2013 | 2 | 3  |                                                         | Blue Impact     |
| "S.A.K.U.R.A." ("Cherry Blossoms")                                           | 2014 | 2 | 2  | - RIAJ (physical): Gold                                 | Planet Seven    |
| "R.Y.U.S.E.I." ("Meteor")                                                    | 2014 | 1 | 1  | - RIAJ (digital): 3× Platinum - RIAJ (physical): Gold   | Planet Seven    |
| "C.O.S.M.O.S." (秋桜 Kosumosu?)                                              | 2014 | 3 | 2  | - RIAJ (digital): Gold - RIAJ (physical): Gold          | Planet Seven    |
| "O.R.I.O.N."                                                                 | 2014 | 2 | 1  | - RIAJ (digital): Gold - RIAJ (physical): Gold          | Planet Seven    |
| "Starting Over"                                                              | 2015 | 1 | 1  | - RIAJ (physical): Platinum                             | The JSB Legacy  |
| "Storm Riders" (featuring Slash)                                             | 2015 | 3 | 2  | - RIAJ (digital): Gold - RIAJ (physical): Gold          | The JSB Legacy  |
| "Summer Madness" (featuring Afrojack)                                        | 2015 | 1 | 1  | - RIAJ (digital): Platinum - RIAJ: (physical): Platinum | The JSB Legacy  |
| "Unfair World"                                                               | 2015 | 2 | 2  | - RIAJ (digital): Gold - RIAJ (physical): Platinum      | The JSB Legacy  |
| "—" denotes items that did not chart.                                        |      |   |    |                                                         |                 |

#### Como artistas incluidos
| Título                           | Año  | Peak chart positions  | Peak chart positions    | Certificaciones         | Álbum                  |
| Título                           | Año  | Oricon Singles Charts | Billboard Japan Hot 100 | Certificaciones         | Álbum                  |
| -------------------------------- | ---- | --------------------- | ----------------------- | ----------------------- | ---------------------- |
| "Burning Up" (among Exile Tribe) | 2013 | 1                     | 3                       | - RIAJ (physical): Gold | Exile Tribe Revolution |

#### Sencillos promocionales
| Título                                                                                | Año  | Posiciones pico en charts | Certificaciones               | Álbum                                    |
| Título                                                                                | Año  | Billboard Japan Hot 100   | Certificaciones               | Álbum                                    |
| ------------------------------------------------------------------------------------- | ---- | ------------------------- | ----------------------------- | ---------------------------------------- |
| "Japanese Soul Brothers" (Nidaime J Soul Brothers + Sandaime J Soul Brothers)         | 2011 | 29                        |                               | J Soul Brothers                          |
| "Hanabi" (花火? "Fireworks")                                                          | 2012 | 2                         | - RIAJ (digital): 3× Platinum | 0: Zero / Miracle                        |
| "(You Shine) The World"                                                               | 2012 | —                         |                               | 0: Zero / Miracle                        |
| "Kiss You Tonight"                                                                    | 2012 | —                         |                               | 0: Zero / Miracle                        |
| "Let's Party"                                                                         | 2012 | —                         |                               | 0: Zero / Miracle                        |
| "Summer Dreams Come True"                                                             | 2014 | 70                        |                               | "R.Y.U.S.E.I." (sencillo) / Planet Seven |
| "Wedding Bell (Subarashiki Kana Jinsei)" (素晴らしきかな人生? "Maybe Wonderful Life") | 2014 | 42                        |                               | "R.Y.U.S.E.I." (sencillo) / Planet Seven |
| "Glory"                                                                               | 2014 | 57                        |                               | "C.O.S.M.O.S." (sencillo) / Planet Seven |
| "Eeny, Neeny, Miny, Moe!"                                                             | 2015 | 8                         | - RIAJ (digital): Gold        | Planet Seven                             |
| "Link"                                                                                | 2015 | 92                        |                               | Planet Seven                             |
| "All Love"                                                                            | 2015 | 93                        |                               | Planet Seven                             |
| "J.S.B. Dream"                                                                        | 2015 | 59                        |                               | "Storm Riders" (sencillo)                |

### Video álbumes
| Título                      | Detalles del álbum                                                                     | Peak positions | Peak positions | Certificaciones     |
| Título                      | Detalles del álbum                                                                     | JPN DVD        | JPN Blu-ray    | Certificaciones     |
| --------------------------- | -------------------------------------------------------------------------------------- | -------------- | -------------- | ------------------- |
| Live Tour 2012 0: Zero      | - Released: 13 de marzo de 2013 (JPN) - Label: Rhythm Zone - Formats: DVD, Blu-ray     | 2              | 3              |                     |
| Live Tour 2014: Blue Impact | - Released: 25 de junio de 2014 (JPN) - Label: Rhythm Zone - Formats: DVD, Blu-ray     | 1              | 1              | - RIAJ: Gold        |
| Live Tour 2015: Blue Planet | - Released: 16 de diciembre de 2015 (JPN) - Label: Rhythm Zone - Formats: DVD, Blu-ray | 1              | 2              | - RIAJ: 2× Platinum |